# Abdulselam İmük
Abdulselam İmük (* 10. Oktober 1999 in Istanbul) ist ein türkischer Geher.

## Sportliche Laufbahn
Abdulselam İmük bestritt im Jahr 2016 seine ersten internationalen Wettkämpfe im Gehen. Im April belegte er den zweiten Platz im U18-Wettkampf beim Geher-Cup in Tschechien. Später im Sommer trat er bei den U18-Europameisterschaften in Tiflis an und konnte über 10.000 Meter in 45:30,41 min die Silbermedaille gewinnen. 2017 wurde er Türkischer U20-Hallenmeister. Im Juli trat er bei den U20-Europameisterschaften in Italien an und belegte über 10.000 Meter den elften Platz. 2018 belegte er im Januar den vierten Platz bei den Türkischen Hallenmeisterschaften. Später im Juni gewann er die Silbermedaille bei den Türkischen U20-Meisterschaften. Einen Monat später trat er bei den U20-Weltmeisterschaften in Tampere an, bei denen er den 25. Platz belegte. 2019 bestritt İmük seine ersten Wettkämpfe über die 20-km-Distanz. Bei seinem ersten Wettkampf erreichte er den vierten Platz bei den Türkischen Meisterschaften. Im Sommer trat er bei den U23-Europameisterschaften in Schweden an. Dort stellte er in 1:24:34 h eine neue Bestzeit auf und erreichte damit den sechsten Platz. 2021 gewann er in der Halle und in der Freiluft seine ersten nationalen Meistertitel. Ende März belegte er den zweiten Platz bei den Meisterschaften des Balkans und qualifizierte er sich damit für die Olympischen Sommerspiele in Tokio. Bevor er bei den Spielen an den Start ging, nahm er im Juli zum zweiten Mal an den U23-Europameisterschaften teil und belegte in Tallinn nach 2019 erneut den sechsten Platz. Anfang August trat er schließlich bei den Spielen in Sapporo an und belegte bei seinem Debüt in 1:32:27 h den 48. Platz. 2022 trat er bei den Europameisterschaften in München an, konnte den Wettkampf über 20 km allerdings nicht beenden.

## Wichtige Wettbewerbe
| Jahr               | Veranstaltung             | Ort                | Platz              | Disziplin          | Zeit               |
| Startet für Türkei | Startet für Türkei        | Startet für Türkei | Startet für Türkei | Startet für Türkei | Startet für Türkei |
| ------------------ | ------------------------- | ------------------ | ------------------ | ------------------ | ------------------ |
| 2016               | U18-Europameisterschaften | Tiflis             | 2.                 | 10.000 m Bahngehen | 45:30,41 min       |
| 2017               | U20-Europameisterschaften | Grosseto           | 11.                | 10.000 m Bahngehen | 48:19,64 min       |
| 2018               | U20-Weltmeisterschaften   | Tampere            | 25.                | 10.000 m Bahngehen | 44:40,20 min       |
| 2019               | U23-Europameisterschaften | Gävle              | 6.                 | 20 km Gehen        | 1:24:34 h          |
| 2021               | U23-Europameisterschaften | Tallinn            | 6.                 | 20 km Gehen        | 1:32:26 h          |
| 2021               | Olympische Spiele         | Tokio              | 49.                | 20 km Gehen        | 1:32:27 h          |
| 2022               | Europameisterschaften     | München            |                    | 20 km Gehen        | DNF                |

## Persönliche Bestleistungen
Freiluft
- 5000-m-Bahngehen: 20:25,35 min, 25. Mai 2019, Ankara
- 5-km-Gehen: 20:18 min, 27. April 2019, Konya
- 10.000-m-Bahngehen: 41:15,67 min, 6. Juni 2021, Bursa
- 10-km-Gehen: 42:10 min, 3. Februar 2018, Antalya
- 20-km-Gehen: 1:23:28 h, 6. März 2021, Antalya

Halle
- 5000-m-Bahngehen: 19:21,93 min, 17. Januar 2021, Istaanbul